# Saint-Jean-de-la-Rivière
Pour les articles homonymes, voir Saint-Jean et La Rivière.
Ne doit pas être confondu avec Saint-Jean-la-Rivière, hameau dépendant de la commune d'Utelle.
Saint-Jean-de-la-Rivière est une commune française, située dans le département de la Manche en région Normandie, peuplée de 366 habitants.

## Géographie

### Localisation
La commune, station balnéaire de la Côte des Isles, est située au sud de Barneville, en bordure du rivage.

### Géologie et relief
On rencontre quelques trilobites du Cambrien inférieur.
Saint-Jean-de-la-Rivière fait partie des 303 communes françaises identifiées comme gravement menacées par la montée des eaux, en raison du réchauffement climatique.

### Communes limitrophes
| Barneville-Carteret | La Haye-d'Ectot             | Saint-Maurice-en-Cotentin   |
| Barneville-Carteret | Saint-Jean-de-la-Rivière    | Saint-Georges-de-la-Rivière |
| Mer de la Manche    | Saint-Georges-de-la-Rivière | Saint-Georges-de-la-Rivière |

### Hydrographie
La commune est située dans le bassin Seine-Normandie. Elle est drainée par le Fleuve,.

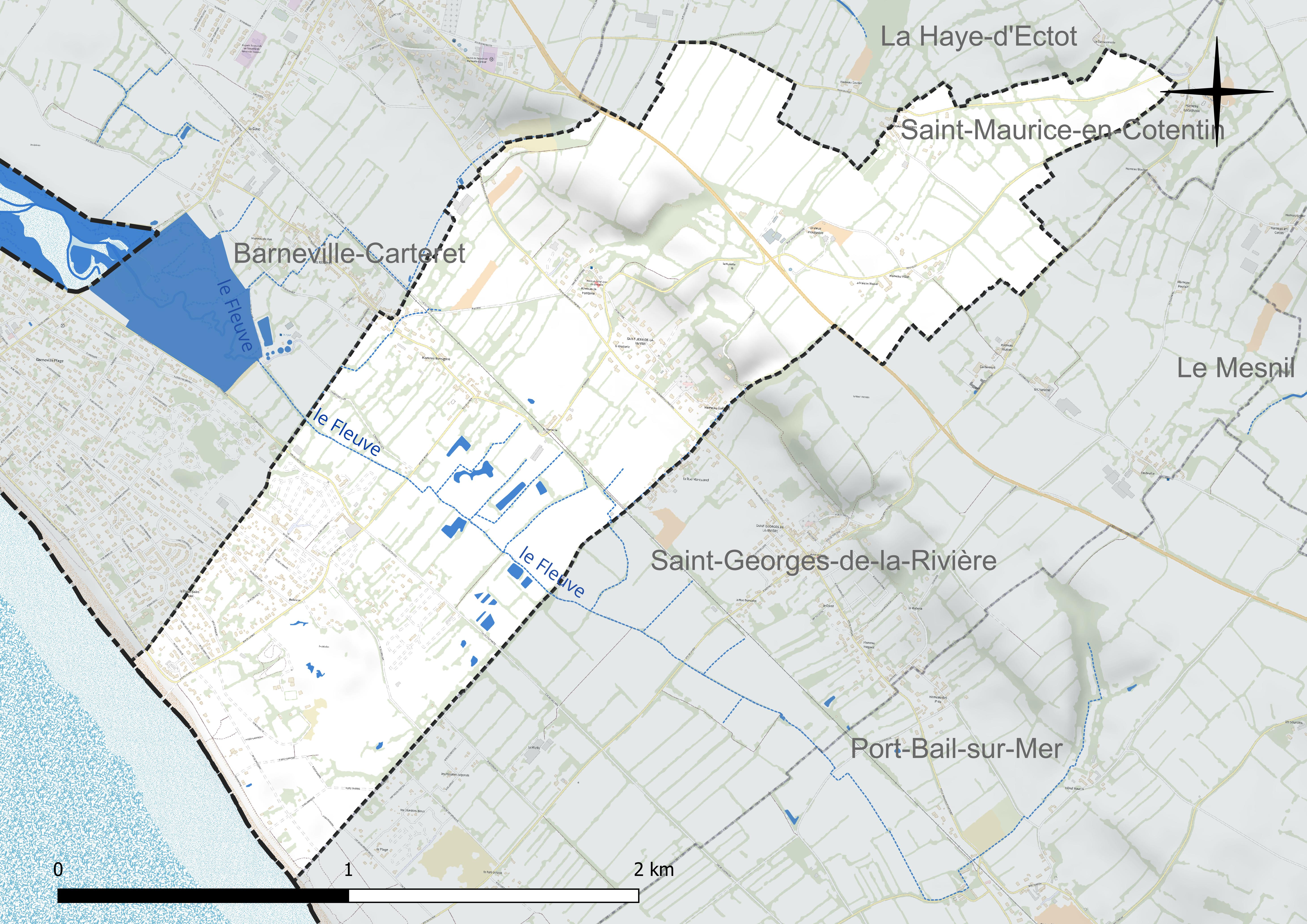
Réseau hydrographique de Saint-Jean-de-la-Rivière.

### Climat
Pour des articles plus généraux, voir Climat de la Normandie et Climat de la Manche.
En 2010, le climat de la commune est de type climat océanique franc, selon une étude du CNRS s'appuyant sur une série de données couvrant la période 1971-2000. En 2020, Météo-France publie une typologie des climats de la France métropolitaine dans laquelle la commune est exposée à un climat océanique et est dans la région climatique  Normandie (Cotentin, Orne), caractérisée par une pluviométrie relativement élevée (850 mm/a) et un été frais (15,5 °C) et venté. Parallèlement le GIEC normand, un groupe régional d’experts sur le climat, différencie quant à lui, dans une étude de 2020, trois grands types de climats pour la région Normandie, nuancés à une échelle plus fine par les facteurs géographiques locaux. La commune est, selon ce zonage, exposée à un « climat maritime », correspondant au Cotentin et à l'ouest du département de la Manche, frais, humide et pluvieux, où les contrastes pluviométrique et thermique sont parfois très prononcés en quelques kilomètres quand le relief est marqué.
Pour la période 1971-2000, la température annuelle moyenne est de 11,2 °C, avec une amplitude thermique annuelle de 10,8 °C. Le cumul annuel moyen de précipitations est de 877 mm, avec 13,6 jours de précipitations en janvier et 7,7 jours en juillet. Pour la période 1991-2020, la température moyenne annuelle observée sur la station météorologique la plus proche, située sur la commune de Cherbourg-en-Cotentin à 31 km à vol d'oiseau, est de 12,1 °C et le cumul annuel moyen de précipitations est de 963,9 mm,. Pour l'avenir, les paramètres climatiques de la commune estimés pour 2050 selon différents scénarios d’émission de gaz à effet de serre sont consultables sur un site dédié publié par Météo-France en novembre 2022.

## Urbanisme

### Typologie
Au 1er janvier 2024, Saint-Jean-de-la-Rivière est catégorisée commune rurale à habitat dispersé, selon la nouvelle grille communale de densité à sept niveaux définie par l'Insee en 2022.
Elle est située hors unité urbaine et hors attraction des villes,.
La commune, bordée par la Manche, est également une commune littorale au sens de la loi du 3 janvier 1986, dite loi littoral. Des dispositions spécifiques d’urbanisme s’y appliquent dès lors afin de préserver les espaces naturels, les sites, les paysages et l’équilibre écologique du littoral, comme le principe d'inconstructibilité, en dehors des espaces urbanisés, sur la bande littorale des 100 mètres, ou plus si le plan local d'urbanisme le prévoit.

### Occupation des sols
L'occupation des sols de la commune, telle qu'elle ressort de la base de données européenne d’occupation biophysique des sols Corine Land Cover (CLC), est marquée par l'importance des territoires agricoles (73,5 % en 2018), en diminution par rapport à 1990 (76,6 %).
La répartition détaillée en 2018 est la suivante : terres arables (33,8 %), prairies (21,2 %), espaces verts artificialisés, non agricoles (19,7 %), zones agricoles hétérogènes (18,4 %), milieux à végétation arbustive et/ou herbacée (3,4 %), zones urbanisées (3,3 %).

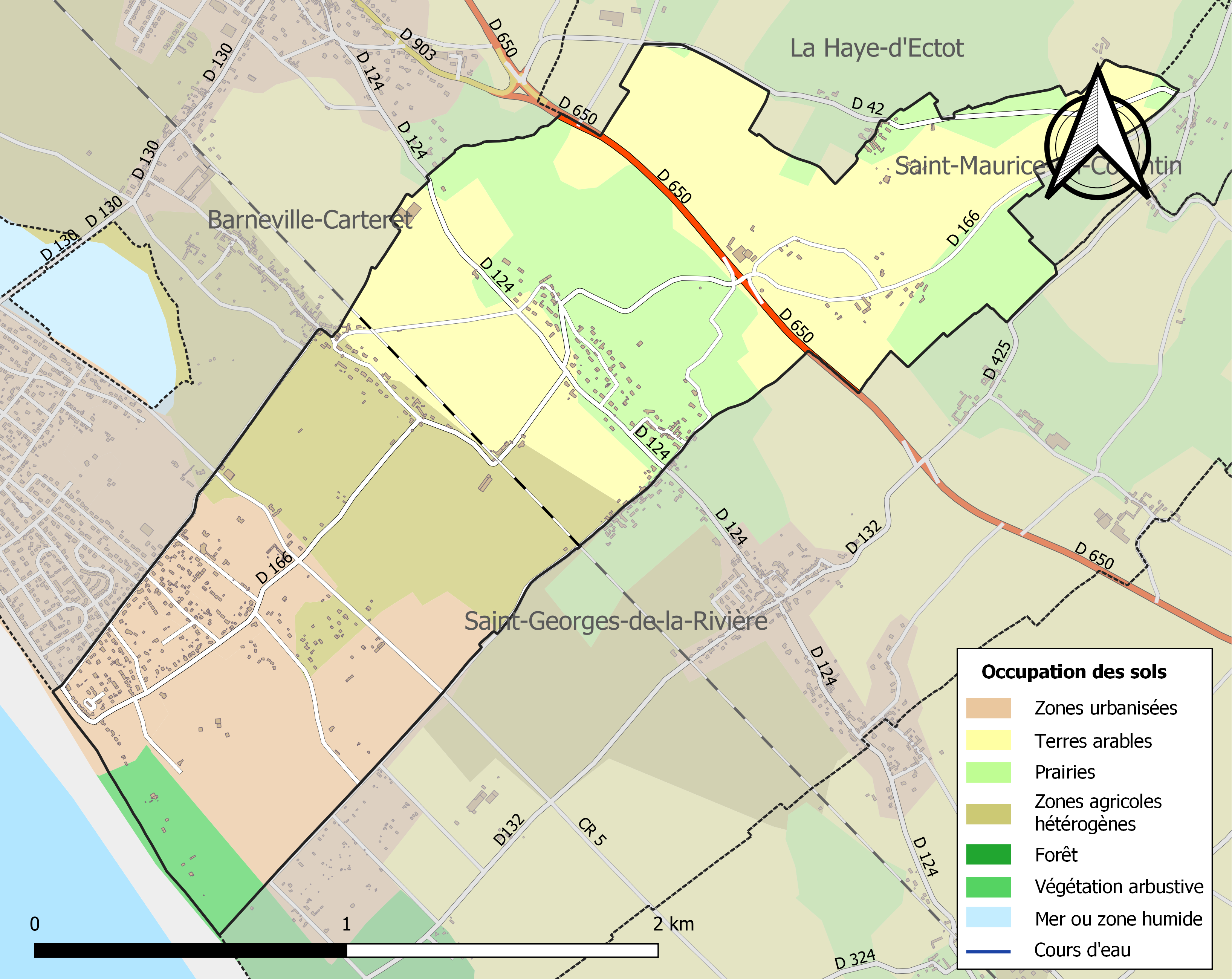
Carte des infrastructures et de l'occupation des sols de la commune en 2018 (CLC).

L'évolution de l’occupation des sols de la commune et de ses infrastructures peut être observée sur les différentes représentations cartographiques du territoire : la carte de Cassini (XVIIIe siècle), la carte d'état-major (1820-1866) et les cartes ou photos aériennes de l'IGN pour la période actuelle (1950 à aujourd'hui).

### Morphologie urbaine
L'habitat y est très dispersé ; le bourg et l'église sont établis sur la pente de la colline, rebord de la falaise morte. Ensuite, s'étendent jusqu'à la mer, les prés puis les mielles (dunes).

## Toponymie
Appelé jadis Turgisville, composé avec le nom de personne norrois Thorgisl « otage de Thor », resté comme patronyme normand Tourgis, Turgis. Homonymie avec Tourgéville (Calvados).
Le nom de la localité est attesté sous la forme Turgeville ou Torgisville dans une charte rédigée aux alentours de l'an mil, Sancti Johannis de Turgisvilla en 1123. En 1186, l'église porte encore le nom de Saint-Jean-de-Turgeville, nom que l'on retrouve dans deux chartes de la première moitié du XIIIe siècle. La mutation du nom serait intervenue au XIIIe siècle, vers 1280 où il s'est transformé en Sancti Johani de Riparia. Le saint évoqué dans le toponyme semble être Jean le Baptiste auquel l'église est dédiée. Saint-Jean et Saint-Georges avaient au XIIIe siècle pour complément le substantif Riparia qui a donné le français rivière, mais issu du latin ripa qui signifiait « bord » ou « rivage » tout aussi bien d'une rivière que de la mer. Rivière a donc ici le sens de « côte ».
La commune a été rebaptisée Jean de la Rivière lors de la période révolutionnaire.
Le gentilé est Saint-Jeannais.

## Histoire
À la fin du Xe siècle, le village est cité dans une charte d'Arefaste, oncle de Richard II de Normandie.
Au XIe siècle, le territoire de Saint-Jean-de-la-Rivière relève de l'honneur de La Haye, et fut, semble t-il rattaché ultérieurement au comté de Mortain,.
Le 10 janvier 1416, Guillaume du Saussey, écuyer, époux de Guillemette Carbonnel, dernière héritière de Barneville, rend hommage au roi pour les fiefs de Barneville et Saint-Jean-la-Rivière.
Des textes nous font connaître l'existence d'une vavassories (tenure roturière, en dessous du fief de haubert) situées à Saint-Jean-de-la-Rivière (1473).
Le territoire de la paroisse était d'un point de vue féodal compliquée car s'y trouvait des extensions des fiefs du Dick et du Parc, dont les seigneurs prétendaient avoir des droits de garennes dans les dunes ce qui occasionna de nombreux procès. Quant au fief de Saint-Jean il était la possession de l'abbaye de Saint-Père-de-Chartres qui le vendit le 28 janvier 1564, à noble homme Adam Jouan, seigneur d'Omonville-la-Folliot, d'où s'ensuivirent de multiples procès. Le fief, sur lequel il n'y avait pas de manoir, mais seulement une grange seigneuriale, changea souvent de mains. En 1642, il était la possession de la famille de Thieuville, seigneurs du Parc, puis en 1660, aux mains de François Pitteboult, seigneur de Graffard, dont la famille le conservera jusqu'en 1767, date à laquelle il est la possession d'un autre François Pitteboult.
Au Moyen Âge, on y exploitait des salines comme le rappelle le nom de certaines pièces de terre : les Mondins, les Bouillons (au sud du hameau Rossignol), le Salinage (à l'ouest de la Verrerie). Il est à noter que le trait de côte a changé depuis cette époque avec l'envasement du havre. Le Pré du Moulin, au sud du hameau Rossignol, dans une partie du havre aujourd'hui comblée, laisse à penser de l'existence d'un moulin à marée.
On y cultivait également le chanvre, et au hameau des Rivières, la rue de la Corderie, en limite avec Barneville, témoigne, ainsi que les archives de la marine, de la fabrication de cordage par des ouvriers cordiers.

## Politique et administration
| Période                                  | Période   | Identité          | Étiquette | Qualité                    |
| ---------------------------------------- | --------- | ----------------- | --------- | -------------------------- |
| 1977                                     | mars 2006 | Robert Leconte    |           |                            |
| mars 2006                                | mai 2020  | Hélène Leseigneur | DVD       | Agricultrice               |
| mai 2020                                 | En cours  | Francis Botta     | SE        | Retraité de la gendarmerie |
| Les données manquantes sont à compléter. |           |                   |           |                            |

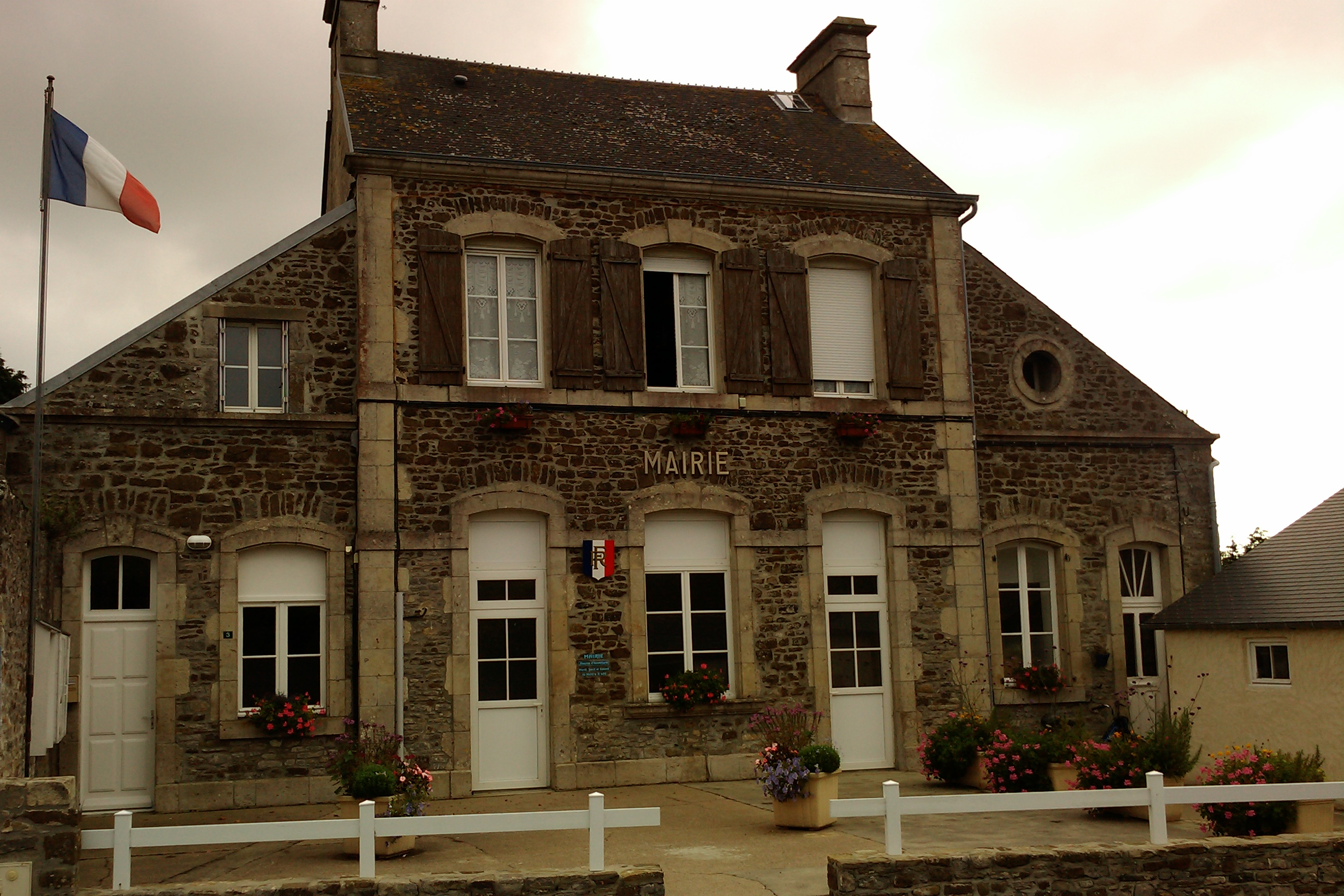
La mairie.

Le conseil municipal est composé de onze membres dont le maire et deux adjoints.

## Espaces publics
- Grande Plage de Barneville à Portbail.
- Halte du train touristique du Cotentin.
- Table d'orientation.

## Population et société

### Démographie
L'évolution du nombre d'habitants est connue à travers les recensements de la population effectués dans la commune depuis 1793. Pour les communes de moins de 10 000 habitants, une enquête de recensement portant sur toute la population est réalisée tous les cinq ans, les populations de référence des années intermédiaires étant quant à elles estimées par interpolation ou extrapolation. Pour la commune, le premier recensement exhaustif entrant dans le cadre du nouveau dispositif a été réalisé en 2006.
En 2022, la commune comptait 366 habitants, en évolution de +5,48 % par rapport à 2016 (Manche : −0,31 %, France hors Mayotte : +2,11 %).
Saint-Jean-de-la-Rivière avait compté jusqu'à 318 habitants en 1836. Ce maximum n'a été dépassé qu'au recensement de 2006.
| 1793 | 1800 | 1806 | 1821 | 1831 | 1836 | 1841 | 1846 | 1851 |
| ---- | ---- | ---- | ---- | ---- | ---- | ---- | ---- | ---- |
| 205  | 242  | 245  | 277  | 301  | 318  | 312  | 304  | 308  |

| 1856 | 1861 | 1866 | 1872 | 1876 | 1881 | 1886 | 1891 | 1896 |
| ---- | ---- | ---- | ---- | ---- | ---- | ---- | ---- | ---- |
| 242  | 250  | 218  | 230  | 223  | 231  | 220  | 239  | 214  |

| 1901 | 1906 | 1911 | 1921 | 1926 | 1931 | 1936 | 1946 | 1954 |
| ---- | ---- | ---- | ---- | ---- | ---- | ---- | ---- | ---- |
| 177  | 188  | 200  | 190  | 195  | 186  | 163  | 186  | 179  |

| 1962 | 1968 | 1975 | 1982 | 1990 | 1999 | 2006 | 2011 | 2016 |
| ---- | ---- | ---- | ---- | ---- | ---- | ---- | ---- | ---- |
| 184  | 174  | 175  | 180  | 218  | 279  | 340  | 356  | 347  |

| 2021 | 2022 | - | - | - | - | - | - | - |
| ---- | ---- | - | - | - | - | - | - | - |
| 362  | 366  | - | - | - | - | - | - | - |

### Sports et loisirs
- Golf de la Côte des Isles.

## Culture locale et patrimoine

### Lieux et monuments

#### Patrimoine religieux
- Église Saint-Jean-Baptiste des XIe, XIVe – XVIIe siècles, refaite au XVIIe, avec un chœur à chevet plat et un clocher-porche en façade construit de 1883 à 1884, qui précède, l'ancien portail du XIVe siècle surmonté d'une fenêtre chanfreiné.
- Croix de cimetière du XVIIIe siècle réutilisant une ancienne borne milliaire gallo-romaine (marches, dé et fut) en granit. Le croisillon en calcaire est une récupération de croix funéraire.
- Croix de chemin, avec dé et croisillon, en granit de la rue Marquant du XVIIe siècle marquant la limite avec la commune de Saint-Georges-de-la-Rivière.
- Restes de l'ancien presbytère datant peut-être du XVIIIe siècle au lieu-dit du Vieux Presbytère au sud du hameau de Vouges.

#### Patrimoine civil
- Ancien moulin à vent, possession du seigneur de La Haye-d'Ectot. Situé au carrefour de la grande route de Barneville à La Haye-du-Puits et de la route qui mène à Saint-Jean, il a été bâti à la fin du XVIe  ou au début du XVIIe siècle[Note 5]. Restauré, il sert aujourd'hui d'habitation.
- Maisons anciennes au hameau de Vouges situé au nord de la commune.
  - La maison de la famille de Vouges arbore au-dessus de la porte une pierre gravée avec l'inscription qui débute ainsi : « FAIT.BATIR.PAR.ME.JULIEN. DEVOUGES… » et nous apprend qu'elle a été édifiée en 1722 par Julien de Vouges, capitaine de Saint-Jean, et restaurée en 1780 par son petit-fils, Philippe de Vouges[22],[Note 6]. Sa façade sur cour, d'une belle symétrie, est percée d'une porte à arc segmentaire entre deux groupes de deux fenêtres au rez de chaussée et de cinq fenêtres à l'étage, surmontée d'un grenier qu'éclairent deux jours.
  - Ferme ancienne qui a conservée sa tourelle d'angle avec couverture de pierre en poivrière des XVIe – XVIIIe siècles renfermant un escalier. Percée de nombreux trous de boulins elle a servi de pigeonnier. Une petite tour à l'entrée de la ferme est percée d'une petite ouverture permettant la surveillance du chemin.
  - Porte bouchée à double rang de claveaux dans des bâtiments remontant au XVIe siècle.
- Maison de la fin du XVIIIe siècle au hameau de la Verrerie ainsi nommé parce qu'y vivait une famille Le Verrier. Elle possède des communs plus anciens car on peut y voir une fenêtre à meneau et traverse du XVIIe siècle.
- Maison au hameau de la Fontaine de la fin du XVIe ou du début du XVIIe siècle. Elle conserve une fenêtre étroite à encadrement et traverse chanfreinées et la trace d'une porte à arc en plein cintre.
- Maison du XVIIIe siècle, à la Maison Neuve.

### Héraldique
| Blason de Saint-Jean-de-la-Rivière | Blason  | D'argent aux six roses de gueules 3.2.1.         |
| Blason de Saint-Jean-de-la-Rivière | Détails | Le statut officiel du blason reste à déterminer. |